# Sainte-Marie (Jersey)
Pour les articles homonymes, voir Sainte-Marie.
Sainte-Marie (Sainte Mathie en jersiais) est l’une des douze paroisses de Jersey dans les îles de la Manche. Sainte-Marie se situe au nord-ouest de Jersey. Sa superficie est de 3 604 vergées (6,5 km2).
Sainte-Marie est voisine de quatre autres paroisses. 

## Trou du diable

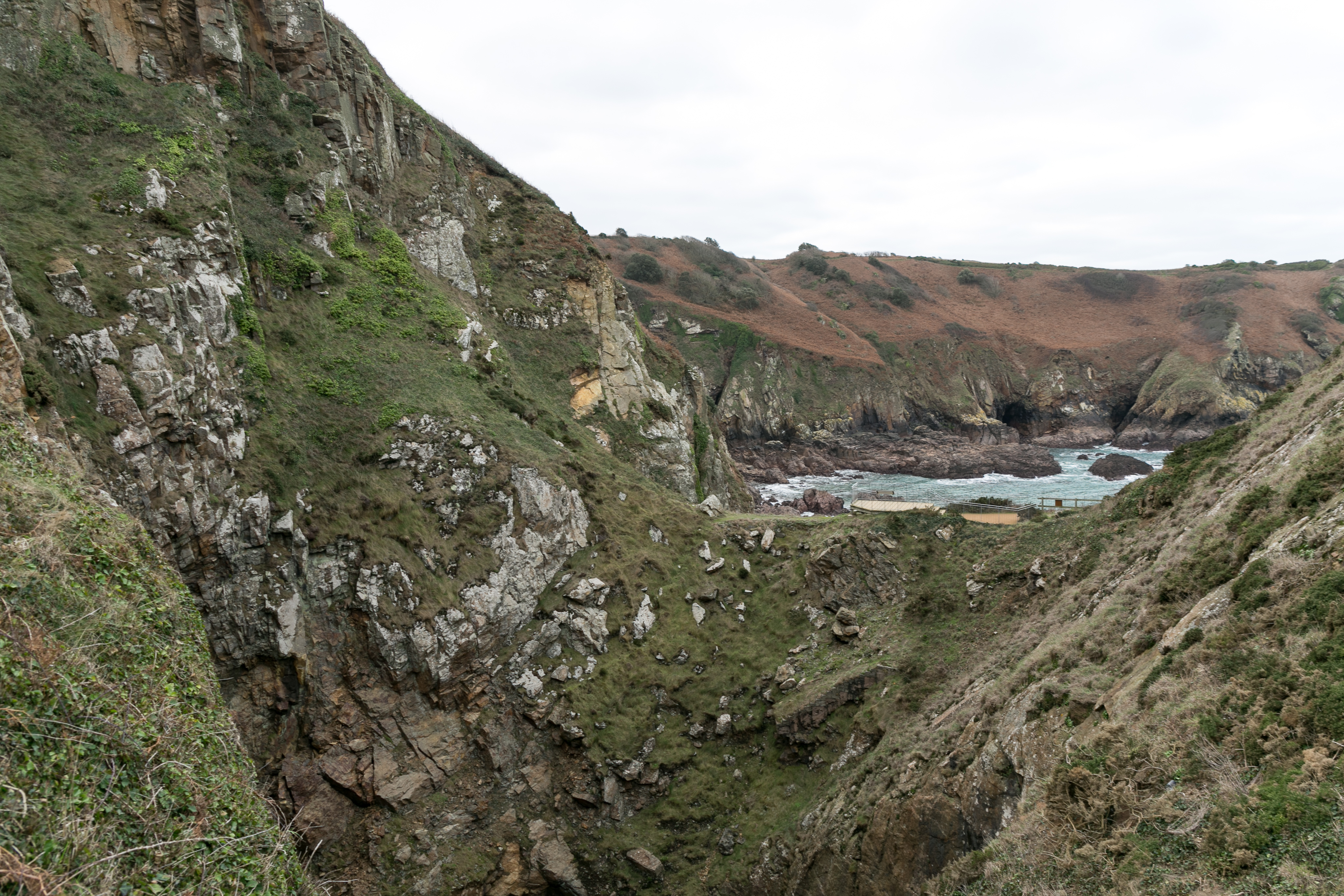
Devil’s Hole

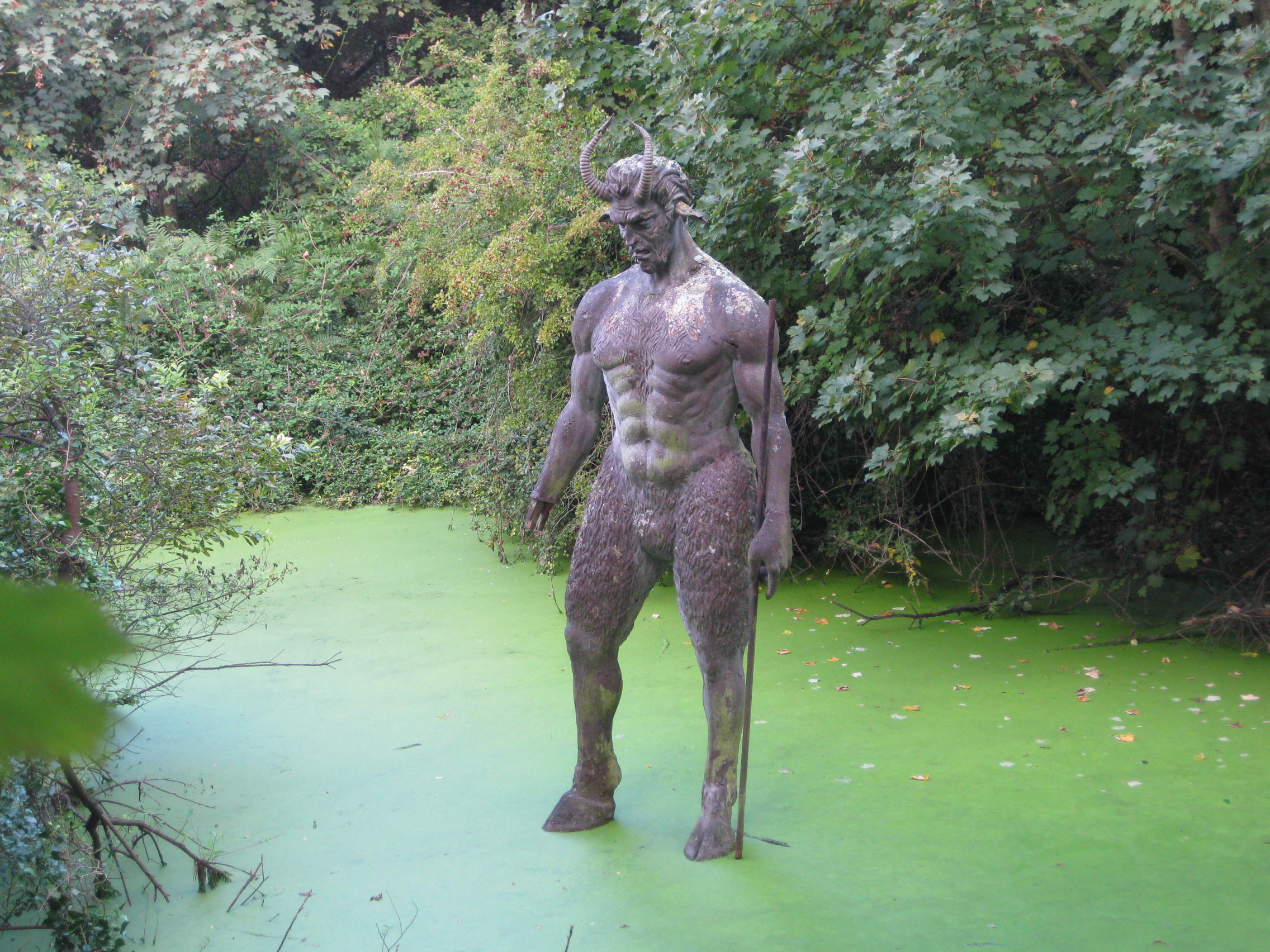
Statue du diable

Parmi les attractions naturelles de la paroisse est le lieu connu sous le nom de Lé Creux du Vis (Le trou du diable), un cratère dans les falaises de la côte à laquelle a accès la mer. Autrefois accessible aux visiteurs, la descente dans le trou du diable a constitué une attraction touristique lucrative jusqu’à sa fermeture il y a quelques décennies. À la suite d’un naufrage en 1851, lorsque la proue d’un vaisseau s’est échouée dans le trou du diable, une statue du diable réalisée d’après la proue a été installée au-dessus du trou. Cette statue en bois a été remplacée, au XXe siècle, par différentes versions modernes.

## Vingtaines
Sainte-Marie est divisée administrativement en deux vingtaines comme suit :
- La Vingtaine du Sud (La Vîngtaine du Sud en jersiais) ;
- La Vingtaine du Nord, de Sainte-Marie (La Vîngtaine du Nord en jersiais).

Sainte-Marie forme un district électoral et élit un député.

## Démographie
Sainte-Marie a, avec seulement 1 591 résidents en 2001, la population la moins élevée de toutes les paroisses de Jersey.
| 1449                     | 1475 | 1591 |
| Statistiques depuis 1991 |      |      |

## Galerie

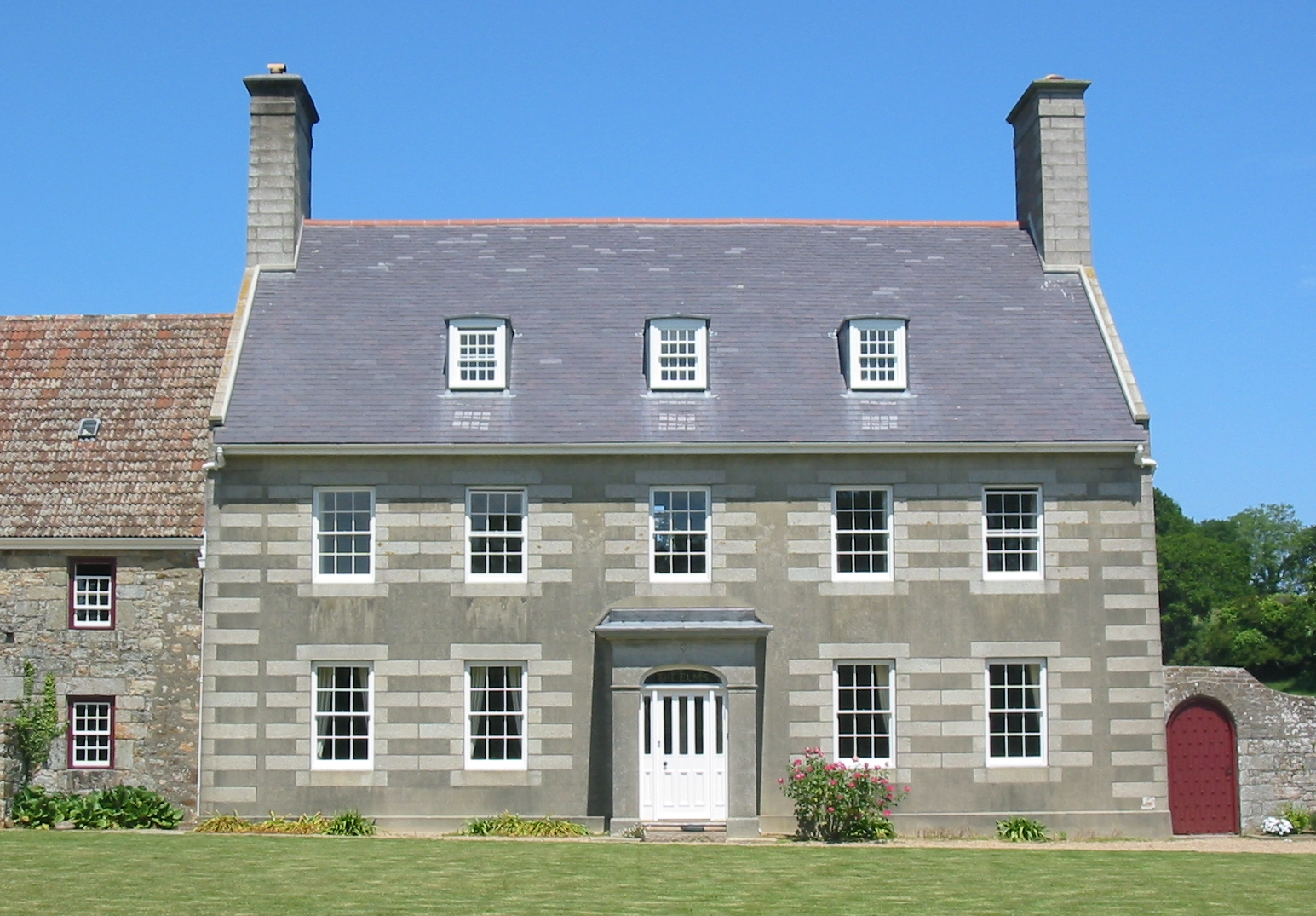
Les ormes, construits vers 1740, siège actuel du National Trust for Jersey

## Référence
- Jean Philippe Giffard et le diable